# Яновский, Рудольф Григорьевич

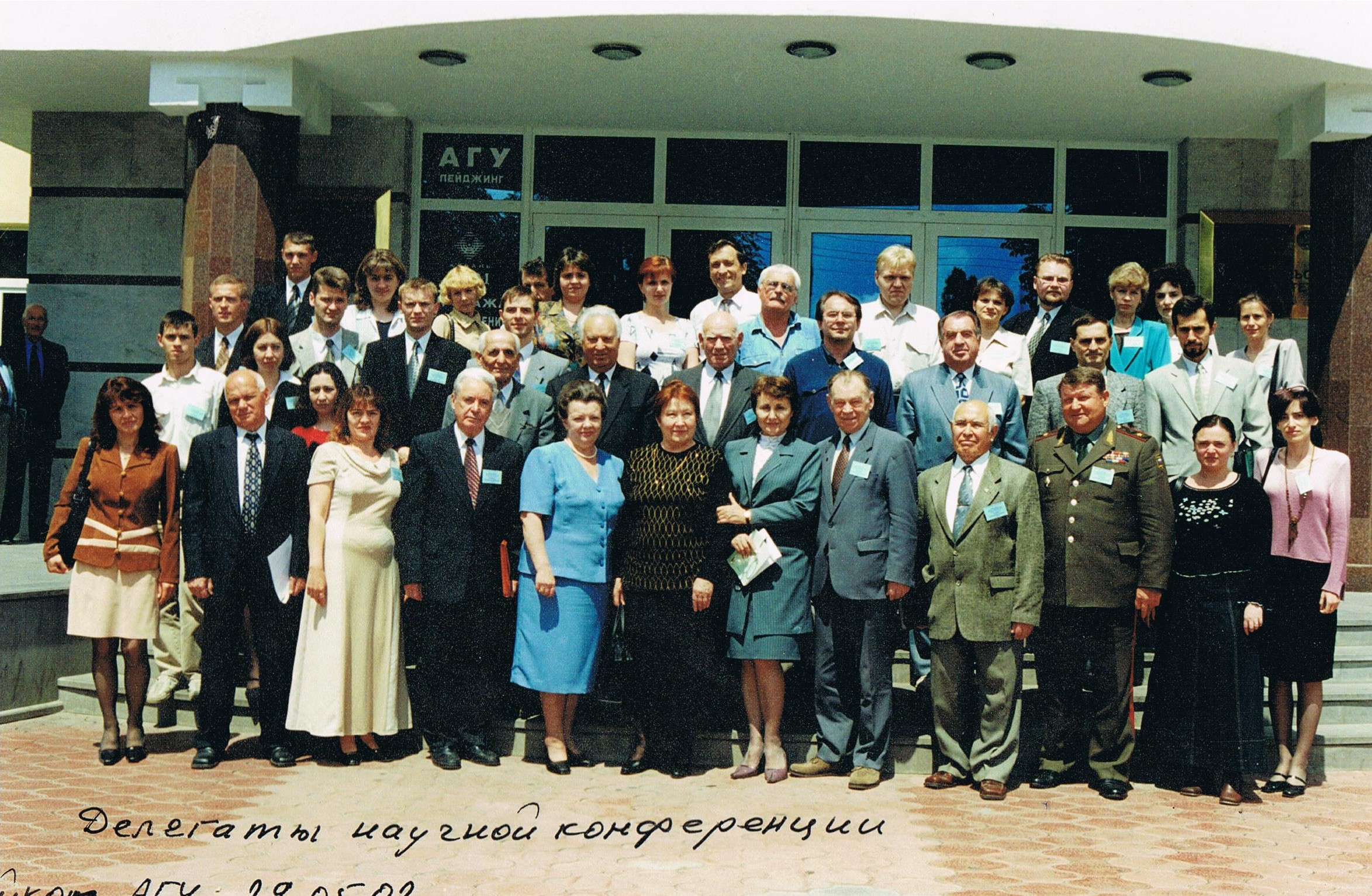
Академик Яновский Р.Г. и делегаты научной конференции в АГУ, Майкоп 28.5.2002. Слева от него адмирал Тхагапсов М.М. и генерал Дорофеев А.А.

Рудольф Григорьевич Яновский (16 июня 1929, Суздаль, Ивановская Промышленная область, РСФСР, СССР — 13 февраля 2010, Москва, Россия) — советский, российский специалист в области социальной философии и социологии общественного сознания, становления и духовно-нравственного развития личности, проблем безопасности; партийный и общественный деятель. Член-корреспондент АН СССР/РАН с 23 декабря 1987.

## Биография

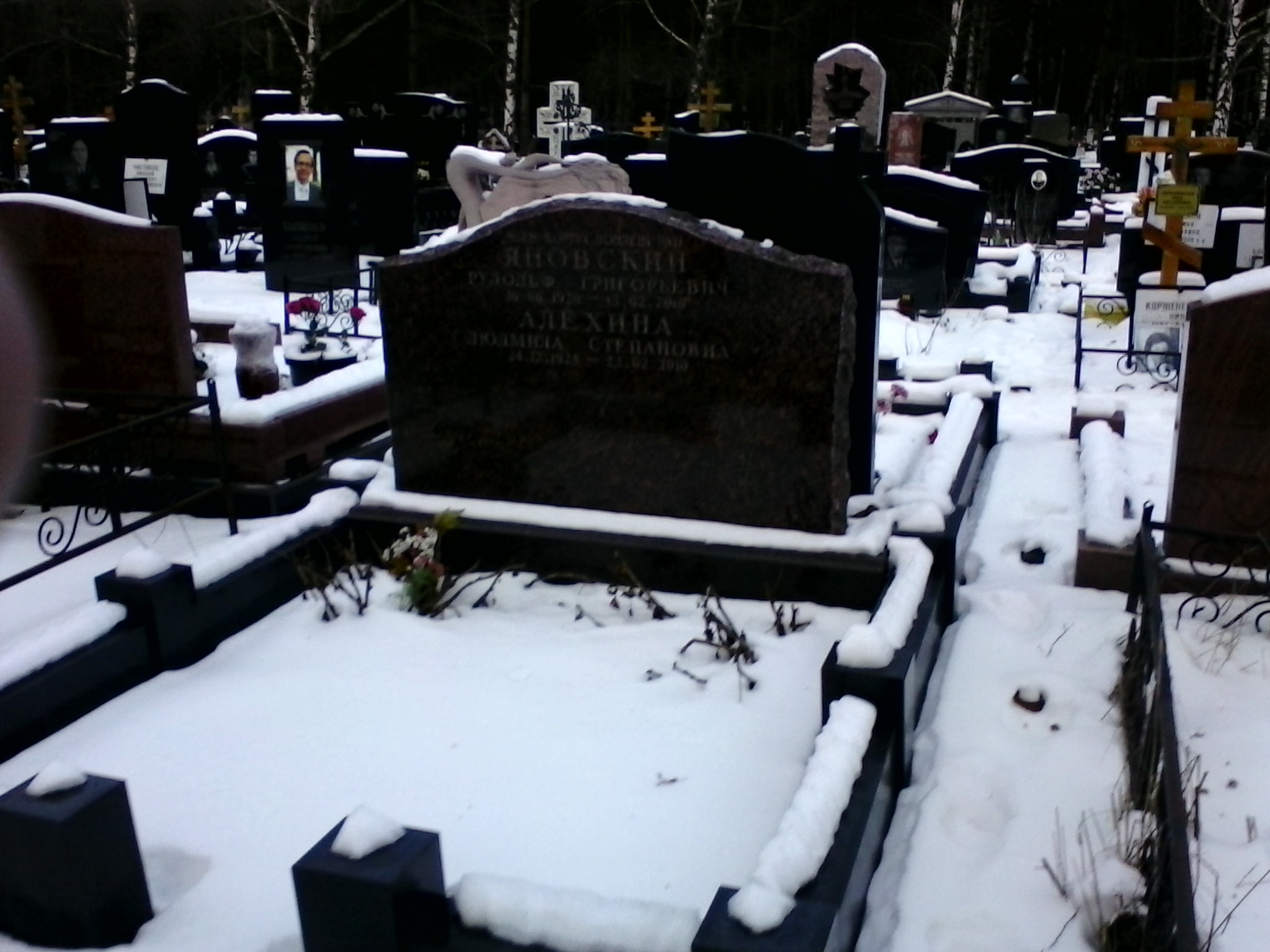
Могила Яновского на Троекуровском кладбище Москвы.

Родился в семье учителя. В 1949 окончил Ивановскую спецшколу ВВС № 3 и был направлен в Чугуевское авиационное училище, но вскоре оставил службу по состоянию здоровья. Член ВКП(б) с 1951.
Окончил Ивановский педагогический институт и получил распределение в Краснодарский край (1954). Работал преподавателем истории и политической экономии в Вознесенском техникуме, а затем заведующим отделом пропаганды и агитации Лабинского РК КПСС. В 1960—1963 учился в аспирантуре Новосибирского государственного университета (НГУ), в 1964 защитил кандидатскую диссертацию по философии, посвященную осмыслению и разработке теоретических проблем «свободы личности». В те же годы работал в НГУ ассистентом, старшим преподавателем, ученым секретарем; преподавал философию и научный коммунизм. В июне 1965 был избран секретарём Советского РК КПСС Новосибирска (Академгородок), впоследствии — второй секретарь, первый секретарь (1968—1976). В 1976—1978 — заведующий Отделом науки и учебных заведений Новосибирского областного комитета КПСС, в 1978—1983 — заместитель заведующего Отделом науки и учебных заведений ЦК КПСС. Докторская диссертация — «Формирование личности ученого в условиях социализма» (1978). Профессор, затем ректор Академии общественных наук при ЦК КПСС (1983—1991). Избирался депутатом Новосибирского областного совета, делегатом XXV—XXVII съездов КПСС. Член Центральной ревизионной комиссии КПСС (1986—1990). 23 декабря 1987 года избран член-корреспондентом АН СССР по Отделению философии и права (научный коммунизм, социально-политические проблемы социализма).
С 1991 работал в Институте социально-политических исследований РАН (ведущий научный сотрудник, главный научный сотрудник, заведующий сектором Отдела социологии национальной безопасности и федерализма, научный руководитель Центра национальной безопасности). В последние годы — профессор Московского государственного социального университета, главный научный консультант АНПИ.
Действительный член Академии социальных наук РФ. Президент Всероссийского научного общества социологов и демографов (председатель секции литературы по философии, социологии, психологии, праву, экономике и международным отношениям). Председатель редакционных советов журналов «Безопасность Евразии» (ранее — «Журнал национальной, коллективной и личной безопасности») и «Security & Eurasia», член международного редакционного совета журнала «Личность. Культура. Общество». Работал также в редакции научного альманаха высоких гуманитарных технологий «НАВИГУТ».
Был женат, имеет дочь.

## Научная деятельность
Разрабатывал проблемы военной социологии, национальной безопасности, макросоциологии общества, государства и личности; вопросы развития личности женщины и её социально-политического статуса. В ранних работах на основе исторического подхода и классового анализа прослеживал пути развития личной свободы, рассматривая диалектику понятий «личной свободы» и «свободы личности». Также занимался вопросами происхождения и сущности сознания, соотношения и уровня развития обыденных и теоретических форм их проявления. Исследовал проблемы гуманизации НТП, взаимодействия науки с производством, социальной и духовной сферами общественной жизни. Прогресс связывался Яновским не только с совершенствованием технологии, но и с экономической, экологической, социальной, духовно-нравственной ориентацией человека. В работах последних лет стремился выявить истоки гуманизации общественных структур, исследовал роль и место научной интеллигенции в социальной структуре общества.
Подготовил свыше 40 кандидатов и 6 докторов наук.
Автор более 200 научных публикаций.

## Научные труды

### Монографии
- «Два уровня сознания и политические убеждения» (1965)
- «Природа сознания и закономерности его развития» (1966)
- «Строительство коммунизма и личность» (1969)
- «Политическая учеба в научном коллективе» (1974)
- «Два уровня сознания и политические убеждения» (1974)
- «Военный аспект научного мировоззрения» (1975)
- «Формирование личности ученого в условиях развитого социализма» (1979)
- «Социализм и наука» (1981)
- «Социально-экономические и мировоззренческие проблемы развития советской науки» (1986)
- «Человеческий фактор научно-технического прогресса» (1986)
- «Октябрь и революционное обновление советского общества» (1987)
- «Наука, мировоззрение, перестройка» (1989)
- «Наука и мировоззрение» (1990)
- «Военная политика России на пороге XXI в.» (1993)
- «Национальная безопасность России» (1996)
- «Гуманитарная модель безопасности социума» (1996)
- «Духовные проблемы в условиях трансформации» (1997)
- «Глобальные изменения и социальная безопасность» (1999)
- «Личность, культура, общество: глобальные изменения на пороге Третьего тысячелетия» (1999)
- «Глобальные изменения и социальная безопасность» (1999)
- «Социальная динамика гуманитарных перемен» (2001)
- «Научное наследие Н. Д. Кондратьева в контексте развития российской и мировой социально-экономической мысли» (2002)
- «Социальная безопасность России в период стабилизации» (2003)
- «Патриотизм» (2004)
- «Муниципальная наука: теория, методология, практика» (2005)

### Статьи
- Яновский Р. Г. Человеческий фактор социального и научно-технического прогресса нашего общества // Вопросы научного атеизма. Вып. 35. Атеизм и проблемы нравственности / Редкол. В. И. Гараджа (отв. ред.) и др.; Акад. обществ. наук ЦК КПСС. Ин-т научного атеизма. — М.: Мысль, 1986. — С. 12-23. — 304 с. — 20 380 экз.